# Alan Jouban
Alan Michael Jouban, född 25 november 1981 i Los Angeles, är en före detta amerikansk MMA-utövare som 2014 till sin pensionering från sporten 2021 tävlade i organisationen Ultimate Fighting Championship.